# 유대 사마리아 지역
유대 사마리아 지역(히브리어: אֵזוֹר יְהוּדָה וְשׁוֹמְרוֹן, 아랍어: اليهودية والسامرة)는 이스라엘의 지역으로 1967년 제3차 중동 전쟁(6일 전쟁) 이후부터 이스라엘이 점령하고 있는 요르단강 서안 지구(동예루살렘 제외)를 가리킨다. 행정 중심지는 아리엘, 최대 도시는 모디인일리트이며 인구는 304,569명(이스라엘 정착촌 거주 인구에 한함), 면적은 5,878km2이다. 통계상 이스라엘의 행정구와 동등하게 취급되지만, 행정구는 아니다.

## 같이 보기
- 요르단강 서안 지구
- 이스라엘 민정청